# Lee Haney
Lee Haney (Geórgia, Estados Unidos da América, 11 de novembro de 1958) é um ex-fisiculturista profissional americano, vencedor recordista do Mr. Olympia por oito anos consecutivos, feito que compartilha com Ronnie Coleman. Amplamente considerado um dos maiores fisiculturistas profissionais de todos os tempos, de 1999 a 2002, atuou como presidente do Conselho Presidencial de Aptidão Física e Esportes, em 2014 foi introduzido no Hall da Fama do Esporte Internacional .

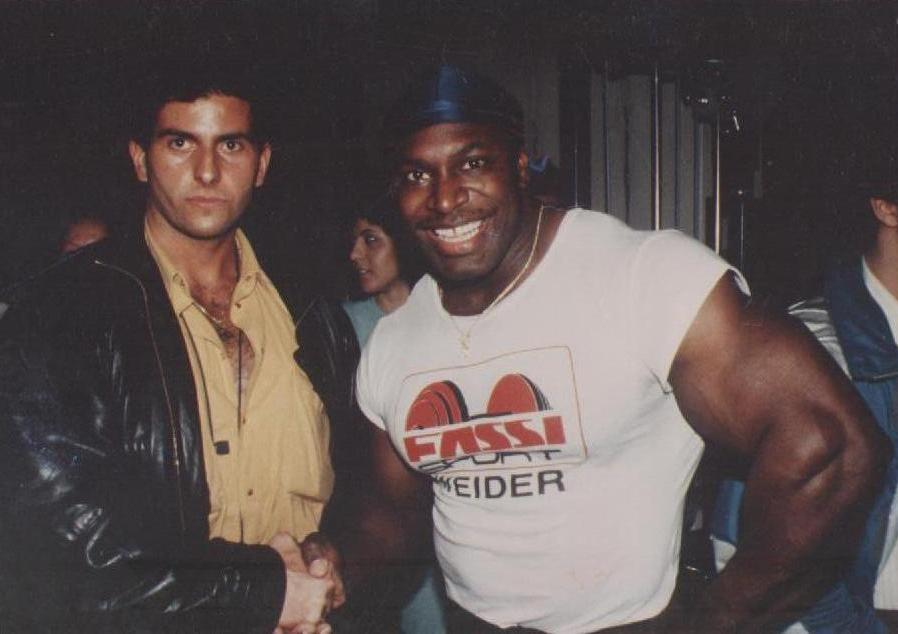
Lee Haney em 1988.